# Provaznice
Provaznice (Spürseilerisch) je zaniklá usedlost v Praze 5-Smíchově v ulici Na Provaznici.

## Historie
Vinice a hospodářská usedlost stála v těchto místech ještě před rokem 1661, kdy ji koupil provazník Jan Špira. Roku 1840 ji měl v držení Karel Dittrich, majitel nedaleké Cihlářky a Popelky. V 80. letech 19. století ji vlastnili Matouš Fučík a Josef Malina.
Popis
Dvůr tvořily obytná budova a budovy hospodářské, postavené na půdorysu písmene F.
Zánik
Usedlost byla zbořena ve 30. letech 20. století a na jejím místě byl postaven činžovní dům.